# Hopea parviflora
Hopea parviflora — вид вечнозелёных деревьев рода Hopea семейства Диптерокарповые. Эндемик Индии, произрастает на территориях штатов Керала и Карнатака. Общепринятого русского названия растения нет; на языке малаялам оно известно под названиями «кампакам» и «тхампакам», на языке каннада — под названием киралубоджи.
Произрастает на высоте не менее 1000 м над уровнем моря, достаточно распространено во влажных высокогорных лесах. Деревья достигают высоты 36 м, толщина коры — 6—10 мм, длина листьев — 5—10 см. Плод — орех диаметром 5—6 мм. Цветки обоеполые.
Древесина этого дерева прочная и устойчивая против термитов, поэтому в Керале и Карнатаке широко используется для строительства лодок, жилищ и храмов.